# Cabo Roche
Cabo Roche är en udde i Spanien.   Den ligger i provinsen Provincia de Cádiz och regionen Andalusien, i den södra delen av landet, 500 km söder om huvudstaden Madrid.
Terrängen inåt land är platt. Havet är nära Cabo Roche åt sydväst.  Närmaste större samhälle är Chiclana de la Frontera, 13,8 km norr om Cabo Roche. Trakten runt Cabo Roche består till största delen av jordbruksmark.